# 2017年土耳其修憲公投
2017年土耳其修宪公投（土耳其語：2017 Türkiye anayasa değişikliği referandumu），是指于2017年4月16日，在土耳其全国范围内举行的公民投票。这次公投旨在决定是否通过由正义与发展党和民族主义行动党所提出的18项宪法修正案。如果修正案获得通过，那么土耳其的总理一职将被废除，并且土耳其现行的代议民主制将由执行主席制和总统制所取代。而关于国会席位，提案也建议从550席增至600席，并且提案也建议总统可以对土耳其法官检查官最高理事会（Supreme Board of Judges and Prosecutors）的成员任命施以更大的控制力。这次公投是土耳其还处于紧急状态下进行的，2016年7月的土耳其政变发生之后，紧急状态一直未有解除。早期投票结果显示，有51%至49%的投票是赞同票。土耳其最高选举委员会（Supreme Electoral Council）也将没有盖章的选票视为合法有效的选票。而土耳其的主要反对党公开谴责了这一做法，称此举违法，宣称有多达150万的选票是未盖章的，并拒绝承认此次公投的结果。而选举委员会宣布，官方结果或将在11天至12天后公布出来。
实行“执行主席制度”（executive presidency）一直是执政的正义与发展党及其创立者一贯的观点和提议，该党创立者即现任土耳其总理雷杰普·塔伊普·埃尔多安。2016年10月，民族主义行动党宣布该党正在与现任当局起草提案，并且民族主义行动党和正义与发展党的国会议员联手协作，便有足够的力量在2017年1月国会表决之后，使提案进入公投程序。其中，投赞成票的认为，土耳其是时候做出改变了，这样国家会变得更强大，更稳定；并认为，实行“执行主席制度”可以终结1960年代至2002年期间占据主导地位的不稳定的联合政府（coalition governments）。这次活动也掀起了“说不运动”（'No' campaign），反对者认为修宪会使得总统的权力过于集中，这样一来权力分立的制度就形同虚设了，从而国会不能实质掌握立法权。此外，批评者也认为，这种新体制会造成一种“表面民主、实质独裁”的状况，且无法对行政权力进行问责，会走向“民主式的自杀”之路。而就在公投的三天前，埃尔多安的一名部下宣称土耳其应该实行联邦制，却遭到了属于支持派的民族主义行动党的强烈反对。埃尔多安一度指控所有投反对票的人士，都是参与策划2016年未遂政变的恐怖分子，而赞成与反对双方也被指出使用过激言辞。
但公投活动却因土耳其政府打压“说不运动”的参与者而广受批评，2017年3月8日，土耳其一名21岁的大学生Ali Gül在视频网站YouTube上发布了一段视频，在视频中他对修宪表达了异见，但3月21日他被正式逮捕，还被指控运营一个侮辱埃尔多安的Twitter账号。而赞成者却能够顺利以各种形式组织活动、结社。而“说不运动”的主要活动人士，包括民族主义行动党许多以前的高层人士，在国内都受到了结社和活动管制，以及被防暴处置。而支持者阵营在欧洲一些国家的活动亦受到政府的限制，如德国、荷兰、丹麦、瑞士等国政府都对土耳其境外支持者阵营的活动进行了延期，或直接取缔。而这些国家对其进行的限制措施也引发了外交争端，土耳其与荷兰的双边外交关系已经因此严重受挫。目前舆论也在担心那些违反规则的投票行为，处于德国境内的土耳其修宪支持者在投票时，被发现试图重复投票，还有的被发现，在境外投票活动开始之前就已经拿到了选票。

## 公投背景
引入总统制是早在2005年由土耳其时任司法部长杰米·其杰（Cemil Çiçek）提出的，并受到了土耳其总理埃尔多安的支持。此后，这种制度曾被正义与发展党历任领导人多次公开表态支持，以及表达了对“新宪法”的支持。正义与发展党副主席哈亚提（Hayati Yazıcı）则建议，可在2017年4月举行一次公民投票。

## 宪法修正案

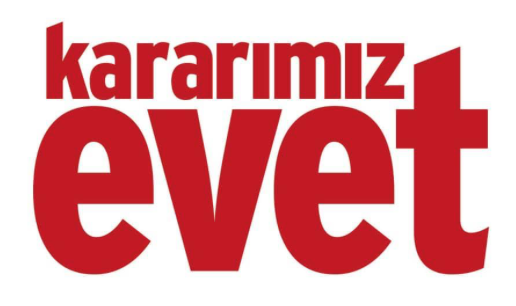
一個公投時的標誌，Kararımız evet 意思是由我們決定

2016年12月10日，土耳其正义与发展党和民族主义行动党提交了21项宪法修正案，此后便开始收集国会议员的签名，以便进入国会议程，举办公投。经过委员会表决与讨论，有3项提案被撤回，还有18项被保留了下来。
提案和修正案的原文是土耳其语，以下是此次修正案的中文简介和翻译：
| 修正案介绍 | 修正案介绍 | 修正案介绍 |
| 提案 #     | 条款       | 做出的改变 |
| ---------- | ---------- | --- |
| 1          | 第9条      | 司法部（审判官）必须公正公平地做出判断与判决。 |
| 2          | 第75条     | 土耳其大国民议会的席位数由550个增至600个。 |
| 3          | 第76条     | 选举候选人的年龄要求由25周岁降低至18周岁，现已无需服兵役经历，与军队有关系和来往的个人将没有资格参选。 |
| 4          | 第77条     | 国会选举换届周期由每四年一次调整到每五年一次，选举活动也将每五年在固定的日期举行。如果没有参选人在第一轮选举中赢得多数选票，那么以总统选举为最终结果。 |
| 5          | 第87条     | 国会发挥如下功能： - 制定，修订，废止法律 - 接受国际协议 - 探讨，增加或削减国家预算 - 对土耳其法官检查官最高理事会中的7名成员进行任命 - 以及行使宪法赋予的其他权力 |
| 5          | 第89条     | 否决总统的决策，国会必须以大多数的赞同票（301票）才能通过决议与法案。 |
| 6          | 第98条     | 现国会对内阁和副总统进行审查，将以“国会研究”、“国会调查”、“国会讨论”、以及“书面问题”等形式展开。国会议员的质询现废止，由“国会调查”所取代。副总统需要在15日之内回答“书面问题”。 |
| 7          | 第101条    | 总统职位的参选个人需一个以上的政党予以认可，所支持的政党须在历届国会中赢得了至少5%的席位。选出的总统无需退出所在党的党籍。 |
| 8          | 第104条    | 总统既是国家的首脑，也是政府的首脑，有权力对各部部长及副总统进行任命与撤职。总统可签发行政命令，如果国会通过了一部与总统行政法令相同的法律，那么总统的行政命令作废，国会通过的法律将生效。 |
| 9          | 第105条    | 国会在大多数席位赞成（301个）的情况下，可以发起“国会调查”。国会对提案进行为期一个月的讨论，讨论完成后若不记名赞成票达到五分之三（360个），便可开始“国会调查”。调查完成后若不记名赞成票达到三分之二（400个），便可开始对总统提起控告。 |
| 10         | 第106条    | 总统可以指派一名或多名副总统。如果总统职位空缺，那么新的总统选举须于45日之内举行。如果国会选举逾期未完成，且逾期时间不超一年，那么国会选举将会与总统选举一并举行。如果新总统已产生，但本届国会仍有超过一年才结束，那么新总统须在本届国会结束后再上任。总统最多连任两届，这段时间将不会计算在总统任期时间之内。若对副总统或各部长可能的违法行为进行“国会调查”，在国会需要五分之三的赞成票才可开始。调查结束后，需要三分之二的赞成票方可对副总统或各部长提起控告。如果违法行为确有其事，并且因违法行为的存在而不可再参选，那么仅撤职涉案副总统及部长即可。如果一名在任的国会议员被任命为部长或副总统，那么国会议员身份将取消。 |
| 11         | 第116条    | 总统和五分之三的国会赞成票可以决定重新进行选举。 |
| 12         | 第119条    | 之前总统宣布进入紧急状态的权力，移至国会。国会批准后紧急状态方可生效，国会有权延长，撤销或缩短紧急状态的时间。紧急状态一次最多可延长四个月，而战争状态则不受此限。在紧急状态时期内，所有的总统行政命令都需经过国会的讨论与通过。 |
| 13         | 第125条    | 总统签署的法案需要进行司法审查。 |
| 13         | 第142条    | 在战争情况下，可以建立军事法庭以调查士兵的行为。此情况之外，军事法庭废除。 |
| 14         | 第146条    | 指派一名法官，而土耳其宪法法院（Constitutional Court of Turkey）的法官人数由17名削减至15名。因此，总统任命人数从14名削减至12名，但国会任命名额仍然为3名。 |
| 14         | 第159条    | 土耳其法官检查官最高理事会（Supreme Board of Judges and Prosecutors）更名为土耳其法官检查官理事会（Board of Judges and Prosecutors），成员由22名削减为13名，下属部门由3个削减为2个。其中，4名成员由总统指派，7名由国会任命。土耳其法官检查官理事会成员的候选人在初次选举中须得到国会二分之三（400个）的赞同票，在第二轮选举中须得到国会五分之三（360个）的赞同票。 |
| 15         | 第161条    | 总统须在新财政年的75日前向国会提交财政预算方案。财政委员会成员可以对预算方案做出调整，但是国会议员无权提请修改公共支出的预算。如果预算未能获得通过，那么须提出一个临时预算方案。而如果临时预算方案也未获得通过，那么继续沿用上一年度的财政预算方案。 |
| 16         | 其余条款   | 其他一些宪法条款的改变主要是行政权力从内阁转移至总统。 |
| 17         | 临时第21条 | 2019年土耳其总统大选将于2019年11月3日举行。土耳其法官检查官理事会将会在新宪法获得通过后的30日内举行选举，同时由于新宪法的生效，军事法庭将即日废除。 |